# Черкасский областной краеведческий музей
Черкасский областной краеведческий музей (укр. Черкаський обласний краєзнавчий музей) — государственный музей в городе Черкассы.

## История

### 1918 - 1991

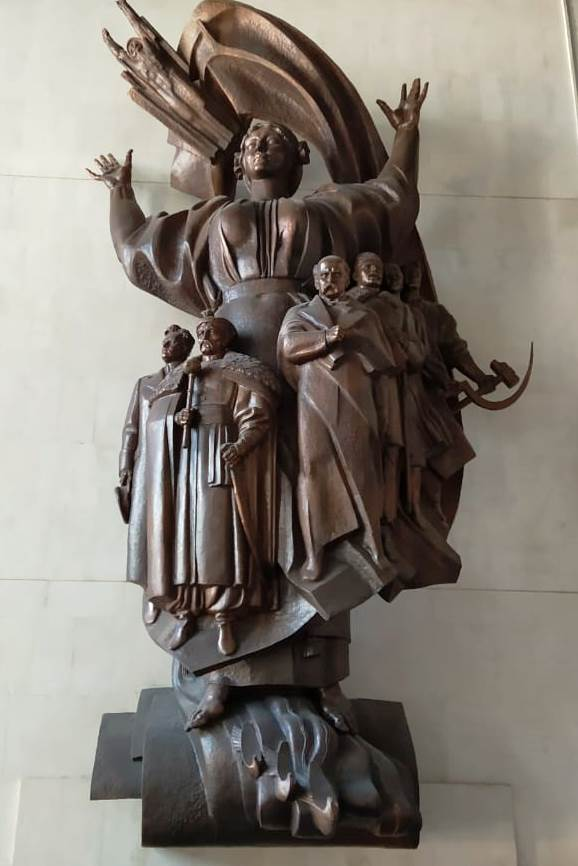
Скульптурная композиция "Мати - Черкащина". Скульптор - А. Кущ, 1984

Музей был создан в мае 1918 года трудами Дмитрия Панасовича Бочкова. Основные экспонаты экспозиции того времени — материалы 35-го Орловского и 36-го Брянского полков, которые дислоцировались в Черкассах, а потом были расформированы в связи с роспуском старой российской армии, их военные знамёна, оружие, золотые и серебряные вещи. Кроме этого в фонды музея передавали картины, гобелены, ковры, различные ценные вещи, которые были реквизированы в окружающих панских усадьбах, предметы быта, орудия труда. Действовали историко-археологический (с картинной галереей), этнографический разделы.

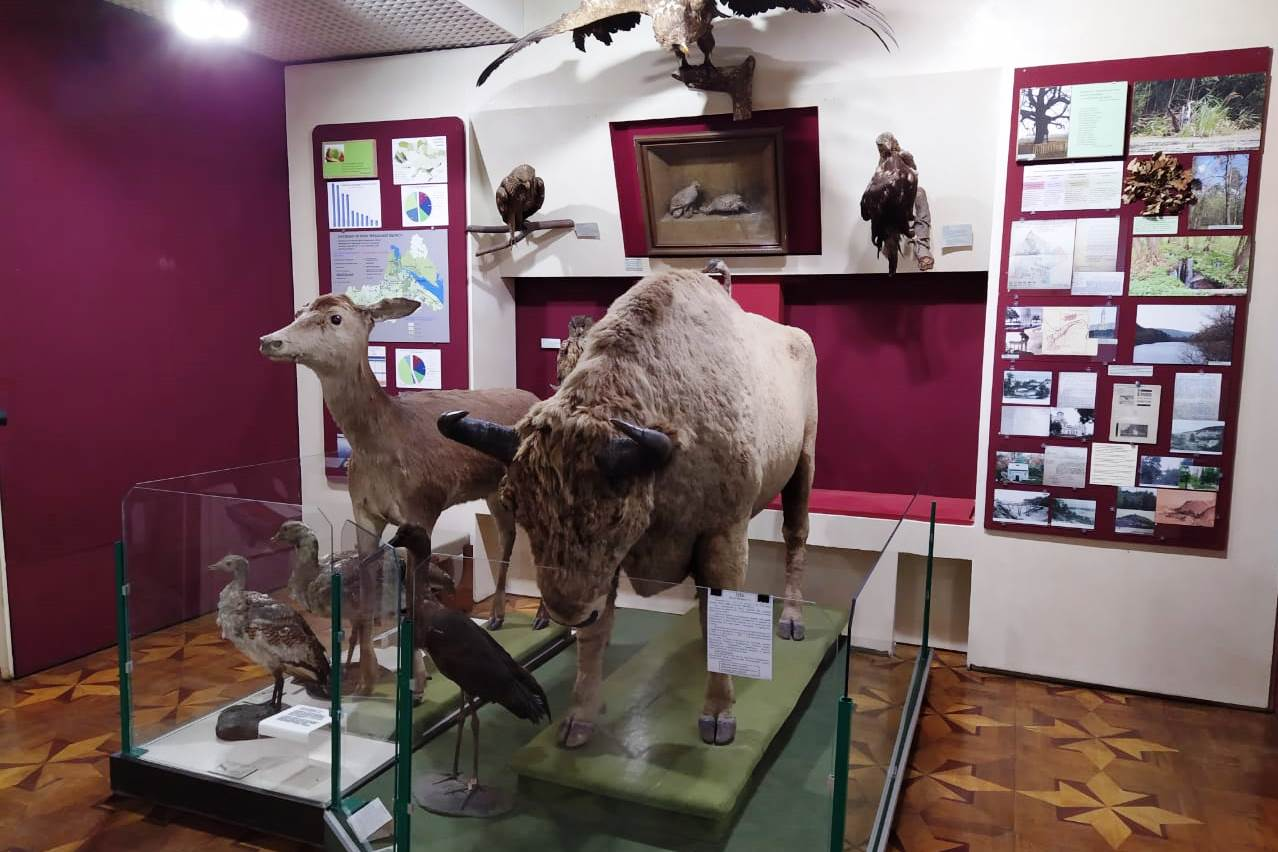
Зал "Животный мир Черкасской области"

На 1 октября 1926 года насчитывалось 14 229 экспонатов, среди которых мраморная ваза греческого производства III в. до н. э. с изображением головы Бахуса, ступа медная немецкой работы 1676 года, ларец 1735 года, коллекция старообрядческой школы иконописи XVI—XIX вв. Книжный фонд музейной библиотеки составлял 13 тыс. томов, из них 10 тыс. — иностранных изданий.
В 1920-е годы в музее была создана мемориальная комната Т. Шевченко.
В начале 1940-х годов в музейных коллекциях насчитывалось 20 800 экспонатов, образовалось три раздела: 
природы с подразделами зоологии, геологии, минералогии; 
истории с подразделами археологии, истории, искусства и комната Т. Шевченко; 
раздел социалистического строительства.

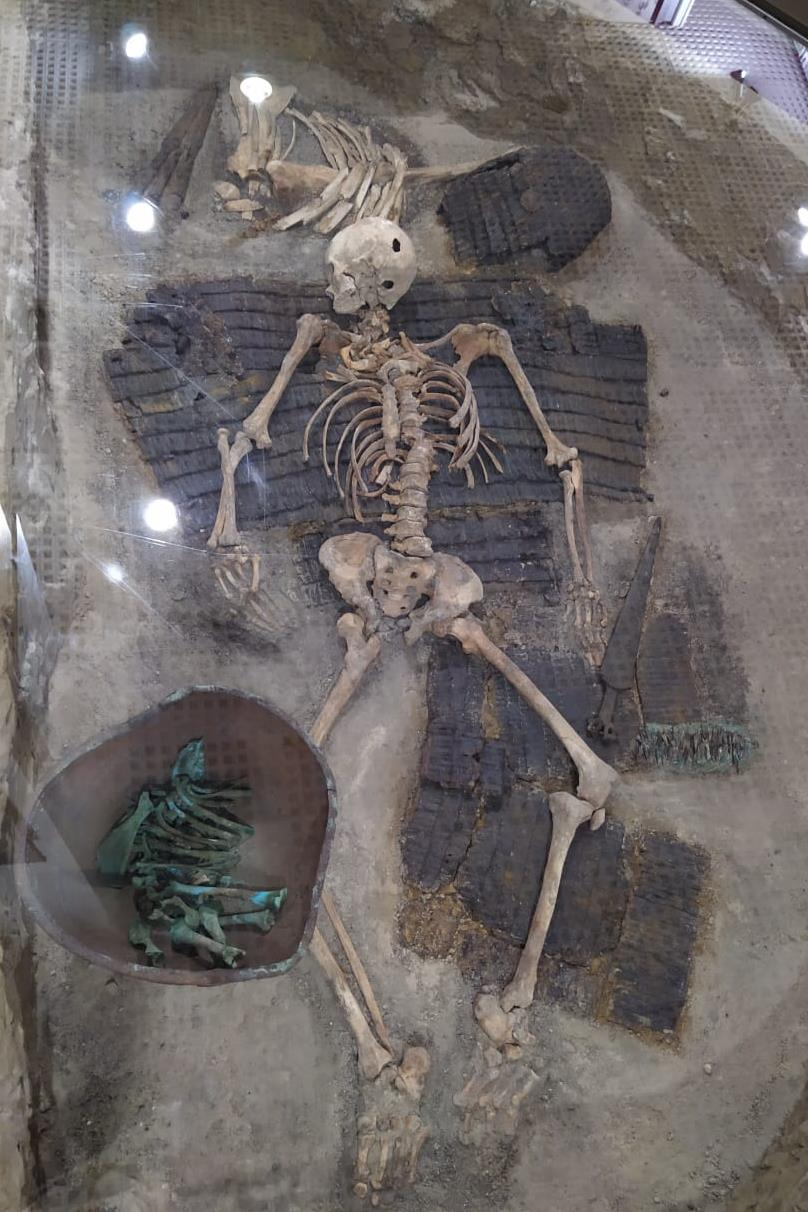
Скелет скифского воина

Во время немецкой оккупации Черкасс нацисты нанесли большие убытки музею в сумме 698 134 рублей (согласно акту государственной комиссии от 12 апреля 1944 года). В Германию вывезено свыше 200 единиц редких образцов оружия, картины и другое. Всего за годы войны было утеряно 4 тыс. экспонатов.
1 мая 1944 года музей принял первых посетителей. 14 декабря 1944 года открылся новый раздел экспозиции «Черкассы в Великой Отечественной войне».
21 июля 1954 года в связи с образованием области Черкасский межрайонный краеведческий музей постановлением Совета Министров Украинской ССР № 1054 был реорганизован в Черкасский областной краеведческий музей.

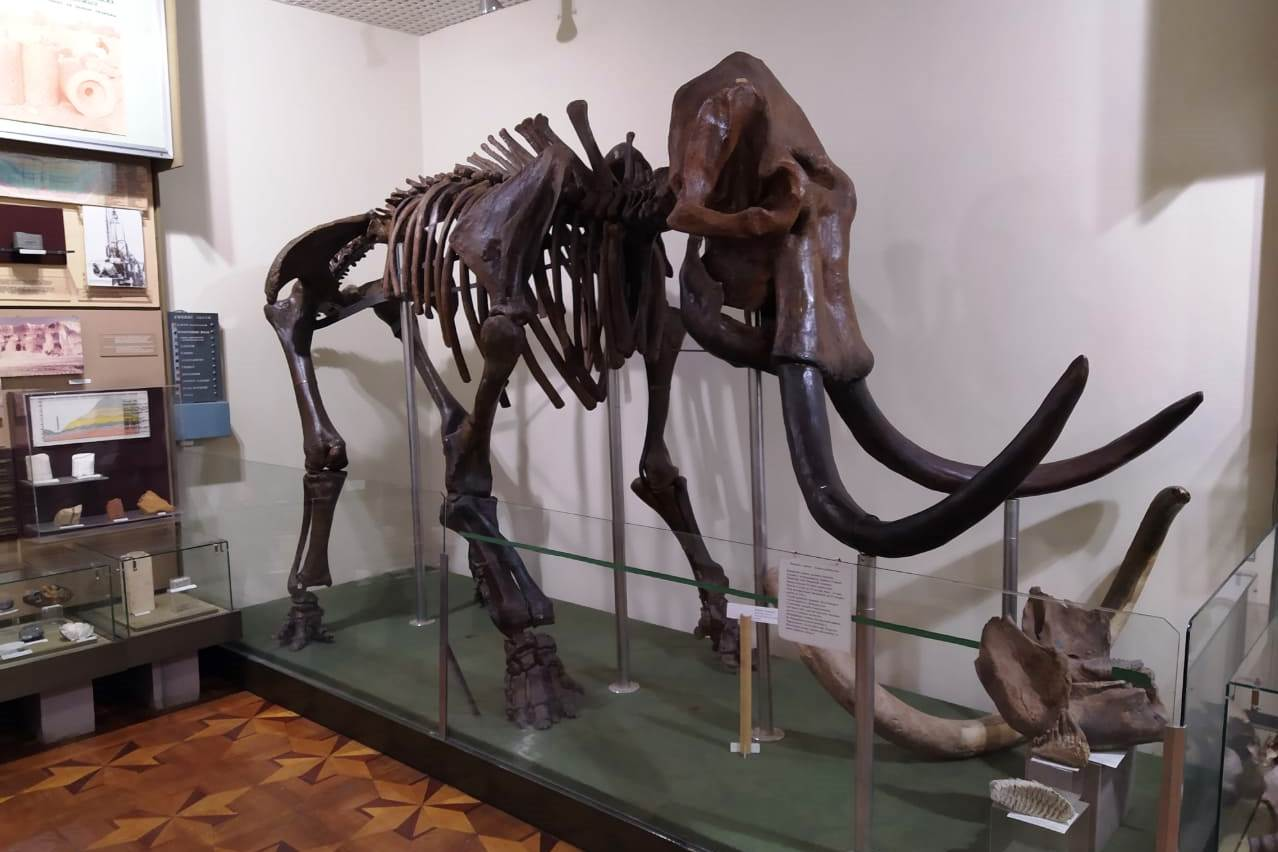
Скелет мамонта, автор - В.Свистун

В 1984 году фонды музея насчитывали свыше 75 тысяч экспонатов, в здании музея в Черкассах действовали четыре отдела (отдел природы, отдел истории досоветского периода, отдел истории советского общества и отдел изобразительного искусства). Кроме того, в качестве обособленных структурных подразделений музея действовали литературно-мемориальный музей И. С. Нечуя-Левицкого в Стеблёве Корсунь-Шевченковского района, литературно-мемориальный музей И. Л. Ле в Городище, музей истории движения пятисотниц в селе Староселье Городищенского района.
8 мая 1985 года состоялось открытие нового помещения областного краеведческого музея. Экспозиция разместилась в 25 залах общей площадью 2800 м².

### После 1991
В 1990е годы в связи с недостаточным финансированием положение музея осложнилось.
В 2002 году музей был включён в перечень музеев, фонды и экспонаты которых являются государственной собственностью Украины и включены в государственный музейный фонд страны.

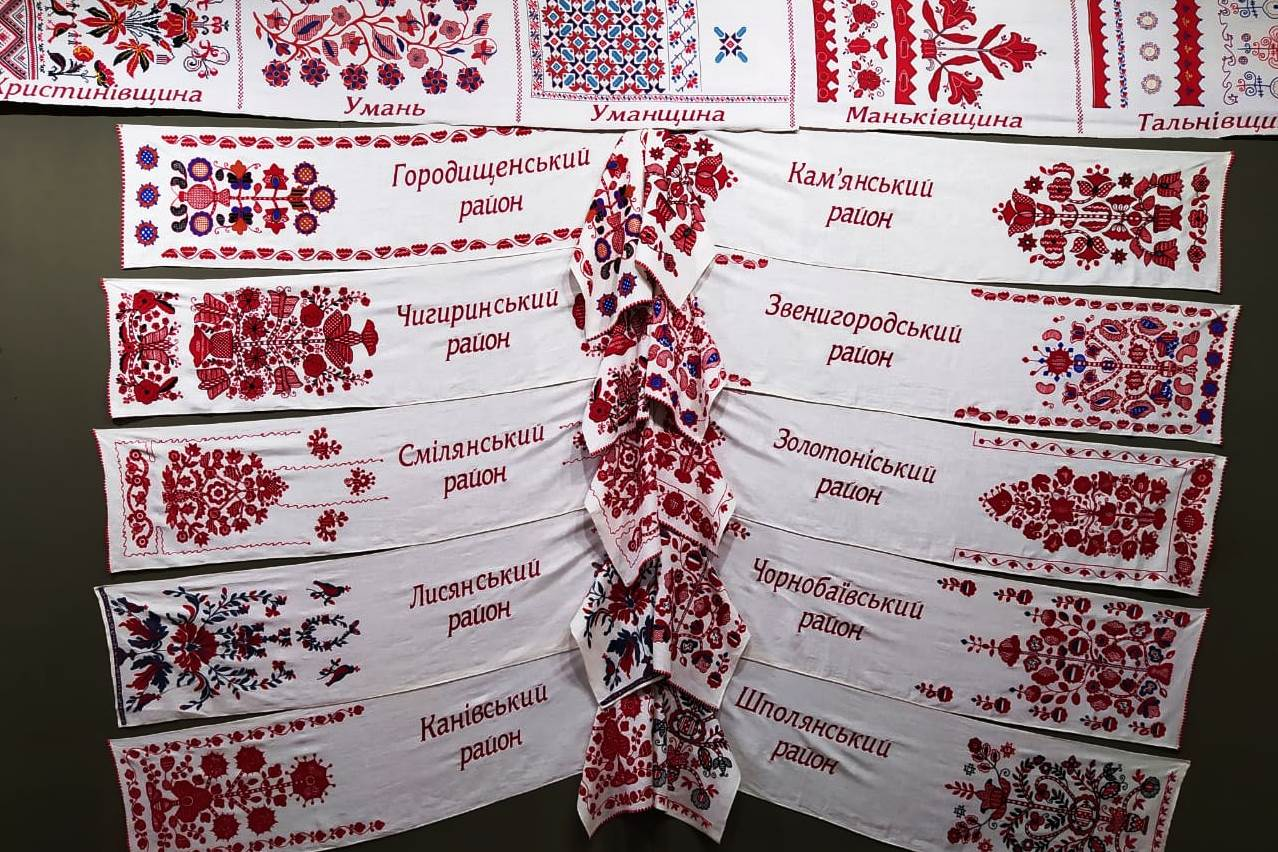
Экспозиция коллекции рушников районов Черкасской области

С 2002 года музей включён в перечень учреждений и организаций Украины, получивших право осуществления государственной экспертизы культурных ценностей.
В 2010-2011 гг. фасад музея был отремонтирован за счёт средств областного бюджета Черкасской области, техническая база учреждения была пополнена шестью телеэкранами и аудиосистемой.
В 2013 году работники музея начали работы по созданию коллекции полотенец-рушников (к концу июля 2016 года размер коллекции превысил 1300 шт.).